# فيرخ-سويتكا (كراي ألطاي)
فيرك-سويتكا (بالروسية: Верх-Суетка) هي مدينة في مقاطعة ألطاي كراي في روسيا. يبلغ عدد سكانها حوالي 2510 نسمة.